# Coppa dei Campioni d'Africa 1986
La Coppa dei Campioni d'Africa 1986 è stata la ventiduesima edizione del massimo torneo calcistico africano per squadre di club maggiori maschili.

## Risultati

### Turno preliminare
| Squadra 1           | Totale | Squadra 2      | Andata | Ritorno |
| ------------------- | ------ | -------------- | ------ | ------- |
| Panthères Noires    | 5 - 1  | Wagad          | 3 - 0  | 2 - 1   |
| Lioli               | 2 - 7  | Maji Maji      | 2 - 3  | 0 - 4   |
| Manzini Wanderers   | 3 - 6  | Sotema         | 1 - 3  | 2 - 3   |
| Stade Centrafricain | 6 - 2  | Juvenil Reyes  | 4 - 1  | 2 - 1   |
| Étoile Ouagadougou  | a tav. | Ksar           | -      | -       |
| União Bissau        | a tav. | East End Lions | -      | -       |

### Primo turno
| Squadra 1         | Totale          | Squadra 2           | Andata | Ritorno |
| ----------------- | --------------- | ------------------- | ------ | ------- |
| Canon Yaoundé     | 3 - 2           | Primeiro de Maio    | 3 - 0  | 0 - 2   |
| ASFOSA            | 0 - 4           | New Nigeria Bank    | 0 - 2  | 0 - 2   |
| Kenya Breweries   | 1 - 2           | Brewery             | 0 - 0  | 1 - 2   |
| FC 105 Libreville | 1 - 2           | Stade Centrafricain | 1 - 0  | 0 - 2   |
| Al-Dhahra         | 2 - 3           | Kampala City        | 2 - 1  | 0 - 2   |
| Jeanne d'Arc      | 0 - 2           | Maghreb Fès         | 0 - 0  | 0 - 2   |
| Hearts of Oak     | 2 - 1           | Wallidan            | 2 - 0  | 0 - 1   |
| Horoya            | 5 - 3           | Invincible Eleven   | 4 - 0  | 1 - 3   |
| Inter Star        | 3 - 2           | Tshinkunku          | 2 - 1  | 1 - 1   |
| JE Tizi-Ouzou     | 6 - 1           | Étoile Ouagadougou  | 5 - 0  | 1 - 1   |
| Nkana Red Devils  | 5 - 3           | Sotema              | 4 - 1  | 1 - 2   |
| Zamalek           | 6 - 2           | Panthères Noires    | 5 - 1  | 1 - 1   |
| FAR Rabat         | a tav.          | União Bissau        | -      | -       |
| Dynamos           | 7 - 1           | Maji Maji           | 5 - 1  | 2 - 0   |
| Al-Merrikh        | 2 - 2 (gfc)     | Espérance           | 2 - 1  | 0 - 1   |
| Africa Sports     | 1 - 1 (4-3 dcr) | Requins             | 1 - 0  | 0 - 1   |

### Secondo turno
| Squadra 1           | Totale          | Squadra 2        | Andata | Ritorno |
| ------------------- | --------------- | ---------------- | ------ | ------- |
| Maghreb Fès         | 1 - 3           | Canon Yaoundé    | 1 - 0  | 0 - 3   |
| Brewery             | 0 - 0 (3-4 dcr) | Nkana Red Devils | 0 - 0  | 0 - 0   |
| Stade Centrafricain | 1 - 7           | FAR Rabat        | 0 - 1  | 1 - 6   |
| Horoya              | 1 - 4           | Hearts of Oak    | 1 - 2  | 0 - 2   |
| Kampala City        | 2 - 3           | Inter Star       | 1 - 1  | 1 - 2   |
| Zamalek             | 4 - 1           | Dynamos          | 2 - 1  | 2 - 0   |
| JE Tizi-Ouzou       | 2 - 2 (gfc)     | Espérance        | 2 - 1  | 0 - 1   |
| Africa Sports       | 5 - 2           | New Nigeria Bank | 5 - 0  | 0 - 2   |

### Quarti di finale
| Squadra 1        | Totale      | Squadra 2     | Andata | Ritorno |
| ---------------- | ----------- | ------------- | ------ | ------- |
| Canon Yaoundé    | 2 - 1       | FAR Rabat     | 2 - 0  | 0 - 1   |
| Nkana Red Devils | 3 - 1       | Hearts of Oak | 2 - 0  | 1 - 1   |
| Inter Star       | 1 - 3       | Zamalek       | 1 - 0  | 0 - 3   |
| Africa Sports    | 2 - 2 (gfc) | Espérance     | 1 - 0  | 1 - 2   |

### Semifinali
| Squadra 1        | Totale      | Squadra 2     | Andata | Ritorno |
| ---------------- | ----------- | ------------- | ------ | ------- |
| Nkana Red Devils | 1 - 1 (gfc) | Africa Sports | 1 - 1  | 0 - 0   |
| Canon Yaoundé    | 2 - 3       | Zamalek       | 2 - 1  | 0 - 2   |

### Finale

#### Andata
| Il Cairo 28 novembre 1986                         | Zamalek   | 2 – 0 | Africa Sports | Stadio Internazionale |
| \| \| \| \| \| Younes 45’, 48’ \| Marcatori \| \| |           |       |               |                       |
|                                                   |           |       |               |                       |
| Younes 45’, 48’                                   | Marcatori |       |               |                       |

#### Ritorno
| Abidjan 21 dicembre 1986 | Africa Sports        | 2 – 0 (d.t.s.)                          | Zamalek | Stadio Félix Houphouët-Boigny |
| \| \| \| \| \| Guédé-Gba Lué 58’ (rig.) \| Marcatori \| \| \| \| Tiri di rigore 2 – 4 \| Tolba Abdelhamid Helmi Abdellatif Kasem \| |                      |                                         |         |                               |
| |                      |                                         |         |                               |
| Guédé-Gba Lué 58’ (rig.) | Marcatori            |                                         |         |                               |
| Segnato · Segnato · Sbagliato | Tiri di rigore 2 – 4 | Tolba Abdelhamid Helmi Abdellatif Kasem |         |                               |